# 西西里披薩
西西里披薩（義大利語：sfincione; 西西里语：sfinciuni）是義大利西西里地區的披薩餅。西西里披薩起源於1890年代，最早流行於西西里島的西部地區。之後西西里披薩傳到美國，並且外觀也發生了一些變化。傳統的西西里披薩的原料包括洋蔥、鳳尾魚、番茄、香料和奶酪。在美國，西西里披薩則多為方形。有些版本的西西里披薩不含奶酪。